# پیت بارلت
پیت بارلت (انگلیسی: Pete Bartlett) (زاده ۱۹۴۸) کارشناس نفتی، کارآفرین و مدیر ارشد اجرایی آمریکایی است، که در حال حاضر به‌عنوان مدیر عامل شرکت نفت بحرین فعالیت می‌نماید.